# Coeur d'Alene (Idaho)
Pour l’article homonyme, voir Cœur d'Alène (homonymie).
Coeur d'Alene est une ville des États-Unis, siège du comté de Kootenai, dans l’État de l’Idaho. Elle est située à l’est de Spokane, dans l’État de Washington. Selon le recensement de 2000, sa population est de 34 514 habitants. En 2005, elle a été estimée à 40 059 habitants et celle de son aire métropolitaine à 108 685 habitants. En 2020, elle est estimée à 54 628 habitants.

## Histoire
Elle a été fondée en 1878. Elle doit son nom à la tribu amérindienne des Cœurs d'Alène, qui ont ainsi été baptisés par des trappeurs canadiens français vers la fin du XVIIIe siècle. Aujourd'hui, la ville est une station touristique importante des montagnes Rocheuses.
Le territoire actuel de la réserve indienne Coeur d'Alene commence à 20 km au sud de la ville.
La production de plomb de Coeur d'Alene en faisait encore un des trois premiers sites producteurs du monde en 1947. La production de plomb y atteignit le maximum en 1917, avec 170 000 tonnes, avant de revenir à 83 000 tonnes en 1937, puis 81 000 tonnes en 1943.
En 1986, Coeur d'Alene a reçu le prix Raoul Wallenberg (en) pour sa réaction face à une tentative d'implantation de néo-nazis.
Le 29 juin 2025, un criminel tend une embuscade à des pompiers : il déclenche un incendie pour provoquer leur intervention, en tue deux et blesse neuf autres personnes, avant de se suicider.[réf. nécessaire]

## Transports
Coeur d'Alene possède un aéroport (Coeur d'Alene Terminal, code AITA : COE). Dans les années 2000, il est renommé « Coeur d'Alene - Pappy Boyington Field Airport »,, en hommage à Greg « Pappy » Boyington, héros de la Seconde Guerre mondiale incarné par Robert Conrad dans la série télévisée Les Têtes brûlées.

## Patrimoine
- Église Saint-Thomas de Coeur d'Alene

## Démographie
| 1890 | 1900 | 1910  | 1920  | 1930  | 1940   |
| ---- | ---- | ----- | ----- | ----- | ------ |
| 491  | 508  | 7 291 | 6 447 | 8 297 | 10 049 |

| 1950   | 1960   | 1970   | 1980   | 1990   | 2000   |
| ------ | ------ | ------ | ------ | ------ | ------ |
| 12 198 | 14 291 | 16 228 | 19 913 | 24 563 | 34 514 |

| 2010   | 2020   | - | - | - | - |
| ------ | ------ | - | - | - | - |
| 44 137 | 54 628 | - | - | - | - |

## Personnalités liées à la ville
L’as de la Seconde Guerre mondiale Greg « Pappy » Boyington (Médaille d'Honneur du Congrès et Navy Cross) est né à Coeur d'Alene le 4 décembre 1912.
Luke Ridnour est né à Coeur d'Alene le 13 février 1981.

## Jumelage

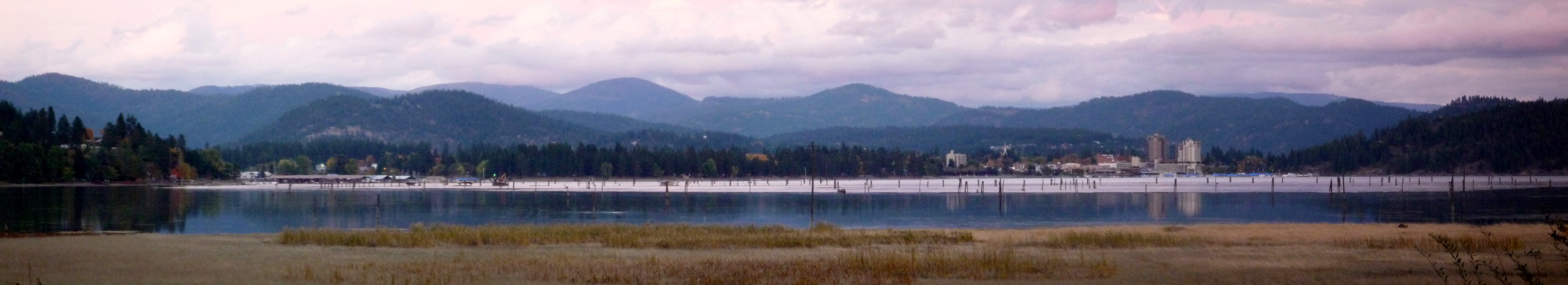
Coeur d'Alene.

Cranbrook (Canada)